# Georgette Cárdenas
Georgette Cárdenas Cocallol (Lima, 22 de junio de 1987) es una exmodelo, expresentadora de televisión y arquitecta peruana. Logró consolidar su carrera televisiva en la conducción de magacines y programas de espectáculos en la televisión peruana.

## Biografía
Nació el 22 de junio de 1987 en Lima, bajo el nombre completo de Georgette Cárdenas Cocallol.
Cárdenas estudió la carrera de diseño de interiores en el Instituto Toulouse Lautrec, especializándose en el ámbito del diseño redireccional, comercial y coorporativo.
Comenzó su carrera como modelo a la edad de los trece años, participando en diferentes eventos y desfiles de moda. Gracias a su desempeño, la ha permitido concursar en el certamen Miss Perú Mundo 2007, representando a la Región Apurímac. En el año 2008, participó en el concurso de belleza Miss Model of the World 2008, en representación de su país.[cita requerida]
En el año 2012, ganó reconocimiento en la televisión peruana, incorporándose al reparto central del programa de telerrealidad Combate de ATV, desempeñándose en el rol de competidora, volviendo más tarde al dicho espacio como reportera, en reemplazo de la actriz Sandra Arana.
En el año 2014, fue incorporada a la conducción del magacín de prensa rosa Chollyshow, al lado de Luigi Monteghirfo. Volvió al programa con el mismo rol junto a Jenko del Río hasta la cancelación del formato en 2015.
A partir de 2015, fue presentadora del bloque de espectáculos del noticiero Buenos días, Perú de Panamericana Televisión. Al año siguiente, se suma a la conducción del otro programa del mismo canal Panamericana espectáculos por cuatro temporadas consecutivas. Sin embargo, en 2019 anunció su retiro del canal y la cancelación definitiva del programa. Adicionalmente, fue copresentadora del magacín semanal Está cantado al lado de Roger de Águila durante el periodo 2016-2017, cuya sinopsis es de formato concurso-musical.
A lo paralelo, comienza a desempeñarse en la rama de la arquitectura de interiores, siendo invitada en las ediciones 2013 y 2018 de la feria Expodeco, para la presentación de sus diseños arquitectónicos. Cursa el diplomado especializado de diseño de bares y restaurantes en Toulouse Lautrec en 2015. Alejada de la televisión peruana, diseñó el espacio coorporativo para reconocidas marcas del rubro como Novopan Pelíkano en 2017. Seguidamente, trabajó en la elaboración de los diseños de la cadena de salones de belleza Montalvo y Aquamed Boulevard de Asia.
Participó en la actuación, haciendo su debut con la película La sacamos del estadio en 2018, dentro del reparto principal. Ha conformado el reparto central de la secuela Sí, mi amor en las dos películas ¿Nos casamos? Sí, mi amor (2022) y ¿Ahora somos 3? Sí, mi amor (2024).
En la actualidad, se desempeña como directora y fundadora de su estudio Movlet Interior, dedicada a la elaboración de decoraciones y remodelaciones integrales para departamentos, locales de comercio y centros comerciales.

## Créditos

### Televisión
- Combate (ATV; 2012), competidora; y (2012-2015), reportera.
- Chollyshow (ATV; 2014-2015), presentadora.
- Fábrica de sueños (ATV; 2015), presentadora interina.
- Buenos días, Perú (Panamericana, 2015), presentadora del bloque de espectáculos.
- Panamericana espectáculos (Panamericana, 2016-2019), presentadora.
- Está cantado (Panamericana, 2016-2017), copresentadora.

### Cine
- La sacamos del estadio (2018), reparto principal.
- ¿Nos casamos? Sí, mi amor (2022), reparto central.
- ¿Ahora somos 3? Sí, mi amor (2024), reparto central.